# Lubník
Lubník är en ort i Tjeckien.   Den ligger i regionen Pardubice, i den östra delen av landet, 160 km öster om huvudstaden Prag. Lubník ligger 375 meter över havet och antalet invånare är 302.
Terrängen runt Lubník är kuperad österut, men västerut är den platt. Runt Lubník är det glesbefolkat, med 19 invånare per kvadratkilometer. Närmaste större samhälle är Lanškroun, 4,4 km nordväst om Lubník. I omgivningarna runt Lubník växer i huvudsak blandskog.